# Mohamadou Sissoko
Mohamadou Sissoko est un footballeur français né le 8 août 1988 à Paris et évoluant au club finlandais du RoPS.

## Biographie
Il a été formé au Paris FC, avant de rejoindre le pôle espoir du club italien de l'Udinese Calcio.
Pour la saison 2008-2009, il est prêté au Gallipoli Calcio où il joue deux matchs, puis en 2009-2010 en D2 belge au KAS Eupen.
Il dispute le Tournoi de Toulon avec l'équipe de France espoirs en 2008.
Pour la saison 2010-2011, il est prêté à Kilmarnock en Écosse.

## Palmarès
Kilmarnock FC
- Coupe de la Ligue d'Écosse
  - Vainqueur (1) : 2012